# جان بيري ميلفلي
جان بيري ميلفلي (بالفرنسية: Jean-Pierre Melville)‏ هو كاتب سيناريو ومنتج أفلام ومخرج وممثل فرنسي، ولد في 20 أكتوبر 1917 بباريس في فرنسا، وتوفي بنفس المكان في 2 أغسطس 1973 بسبب نوبة قلبية. بدأ مشواره المهني سنة 1945، ومن الجوائز التي نالها وسام جوقة الشرف.

## جوائز
- وسام جوقة الشرف

## وصلات خارجية
- جان بيري ميلفلي على موقع IMDb (الإنجليزية)
- جان بيري ميلفلي على موقع الموسوعة البريطانية (الإنجليزية)
- جان بيري ميلفلي على موقع مونزينجر (الألمانية)
- جان بيري ميلفلي على موقع ألو سيني (الفرنسية)
- جان بيري ميلفلي على موقع تيرنر كلاسيك موفيز (الإنجليزية)
- جان بيري ميلفلي على موقع أول موفي (الإنجليزية)
- جان بيري ميلفلي على موقع قاعدة بيانات الأفلام السويدية (السويدية)
- جان بيري ميلفلي على موقع قاعدة بيانات الفيلم (الإنجليزية)
- جان بيري ميلفلي على موقع كينوبويسك (الروسية)